# Географија Вијетнама
Вијетнам са површином од 331.688 km² спада у групу средње великих земаља Југоисточне Азије. Око 20% површине чине равнице, док је остатак планинског (40%) и брежуљкастог карактера (40%). Север земље се састоји из ушћа Црвене реке и планинског подручја са Пан Си Пангом (са 3.143 метара надморске висине) на северозападу. Југ земље сачињавају равничарски предели око ушћа Меконга и планински делови око висоравни Тај Нујен. Највеће острво које припада Вијетнаму је Фуквок

## Клима
Клима је тропска, обележена честим монсунима. На северу је изражен пад температуре између новембра и априла. Температуре се крећу између 5 и 37 °C, просек падавина између 1200 и 3000 центиметара, док је просечна влажност ваздуха око 84%.

## Градови
Важнији градови су:
- Ханој (6,232,940)
- Хо Ши Мин (6,650,942)
- Кан То (121,000)
- Да Нанг (752,493)
- Хајфонг (1,884,685)
- Ња Чанг (350,375)
- Хуе (340,000)